# Pseudanastatica
Pseudanastatica là chi thực vật có hoa trong họ Cải.